# Okrožno sodišče v Celju
Okrožno sodišče v Celju je okrožno sodišče Republike Slovenije s sedežem v Celju in spada pod Višje sodišče v Celju. Trenutna predsednica je okrožna sodnica svetnica Petra Giacomelli (2021).
Pod to okrožno sodišče spadajo naslednja okrajna sodišča:
- Okrajno sodišče v Velenju
- Okrajno sodišče v Žalcu
- Okrajno sodišče v Celju
- Okrajno sodišče v Slovenskih Konjicah
- Okrajno sodišče v Šentjurju pri Celju
- Okrajno sodišče v Šmarju pri Jelšah